# Spartan (игра)
Spartan (в российском издании — Спартанцы. Легион 3) — компьютерная игра в жанре пошаговой стратегии, разработанная компанией Slitherine Software. Игра является однопользовательским продолжением к игры Legion.

## Обзор игры
Много сотен лет назад, на заре европейской цивилизации, на полуострове Пелопоннес возник греческий полис Спарта. Его жители прославились на весь мир как отважные и доблестные воины, которые никогда не ведали страха. Спарта, или Лакедемон, как она тогда называлась, вела непрерывные войны со всеми своими соседями. Короткие мирные передышки использовались для подготовки к новым войнам, поэтому в спартанской армии царила железная дисциплина.
Момент славы полиса настал, когда 300 спартанцев во главе с царём Леонидом вступили в бой с миллионной персидской армией Ксеркса у Фермопильского прохода. Все герои пали на поле брани, но не позволили врагу захватить родину. С тех пор слово «спартанский» стало синонимом суровых лишений и крайнего самопожертвования.
Управляя Спартой, игрок может заново пережить все основные исторические события той великой и героической эпохи. Если же он предпочитает управлять богатым торговым полисом, а не вооружённым до зубов военным лагерем, то можно возглавить Афины, Коринф или Македонию и объединить под своим господством всю классическую Грецию. Развивая экономику и науку, совершенствуя искусство дипломатии и наращивая военную мощь, игрок безраздельно властвует над объединённой Грецией и защищает её от постоянных вторжений Рима и Персии.

## Особенности игры
- 12 игровых сценариев, 5 уровней сложности.
- более 100 наций, 10 этнических групп.
- случайные и исторические события.
- более 50 видов боевых отрядов, 8 классов; трёхмерная картина боя.
- исход сражений определяется выбранной тактикой, опытом и расстановкой сил.
- более 150 видов строений, 9 видов ресурсов.
- 59 видов дипломатических поручений.
- территория: Древняя Греция и Малая Азия.
- время действия: 1050—400 гг. до нашей эры.

## Критика
| Сводный рейтинг | Сводный рейтинг |
| Агрегатор       | Оценка          |
| --------------- | --------------- |
| GameRankings    | 59,75 %         |

Журнал Игромания присудил игре 6/10, отметив хорошую стратегическую составляющую, но раскритиковал игру за устаревшие графику и звук.